# 袁宗第
袁宗第（盛年1631年—1663年），字漢舉，大顺重要将领，李自成死後继续抗清。
驍勇善戰，慣用十二斤鐵鞭。
崇祯四年（1631年）四月，袁宗第随李自成参加农民起义。早期活动不详。
崇祯十六年(1643年)正月，袁宗第随李自成攻克明承天府。三月，李自成在襄阳建立五营军制，袁宗第任右营制将军。九月，袁宗第以右营参加南阳会战，大破孙传庭所率明军。李自成随后进军关中，遣袁宗第率白鸠鹤、刘体纯、蔺养成及右营十万，克商州、洛南县，后与李自成会师西安。奉李自成命，西取凤翔、秦州、巩昌。
大顺永昌元年(1644年)，李自成在西安建国，分封功臣，袁宗第被封为绵侯。李自成进军北京，袁宗第率右营，总摄河南、湖广、陕西后方军事。三月，助白旺击退左良玉军。永昌二年（1646年）,李自成撤至内乡，与袁宗第会合。李自成死後，六月，袁宗第與劉體純、张鼐、郝摇旗会合。在明清夹击下，袁宗第与明何腾蛟接触，被授总兵。后与李过会师，一同推举李自敬为大顺新主。袁宗第等人率军在荆州一带与清军激战，永昌三年，清军突然从大顺军后方出现，大顺军大败，李自敬、田见秀、张鼐降清。袁宗第撤回湖南继续抗清。明永历帝立，袁宗第受封靖远伯。
永曆三年（1649年），明督师何腾蛟在湘潭被清军俘杀。后顺军残余会师，联明抗清，是為夔東十三家，袁宗第也是夔東十三家重要將領。袁宗第駐大昌。康熙二年十二月，袁宗第與郝永忠被清軍俘殺。

## 家庭
- 弟：袁宗道
- 子：袁保